# Det er så synd for farmand
Det er så synd for farmand er en dansk komediefilm fra 1968, instrueret af Ebbe Langberg efter manuskript af Peer Guldbrandsen.

## Medvirkende
- Ebbe Langberg som Jakob Hansen
- Vivi Bak
- Jesper Langberg som Morten Karlsen
- Hans W. Petersen
- Ghita Nørby
- Ove Sprogøe
- Erik Paaske
- Ulf Pilgaard
- Ole Wisborg
- Palle Huld
- Einar Juhl
- Michael Moritzen
- Valsø Holm
- Poul Glargaard